# 항만

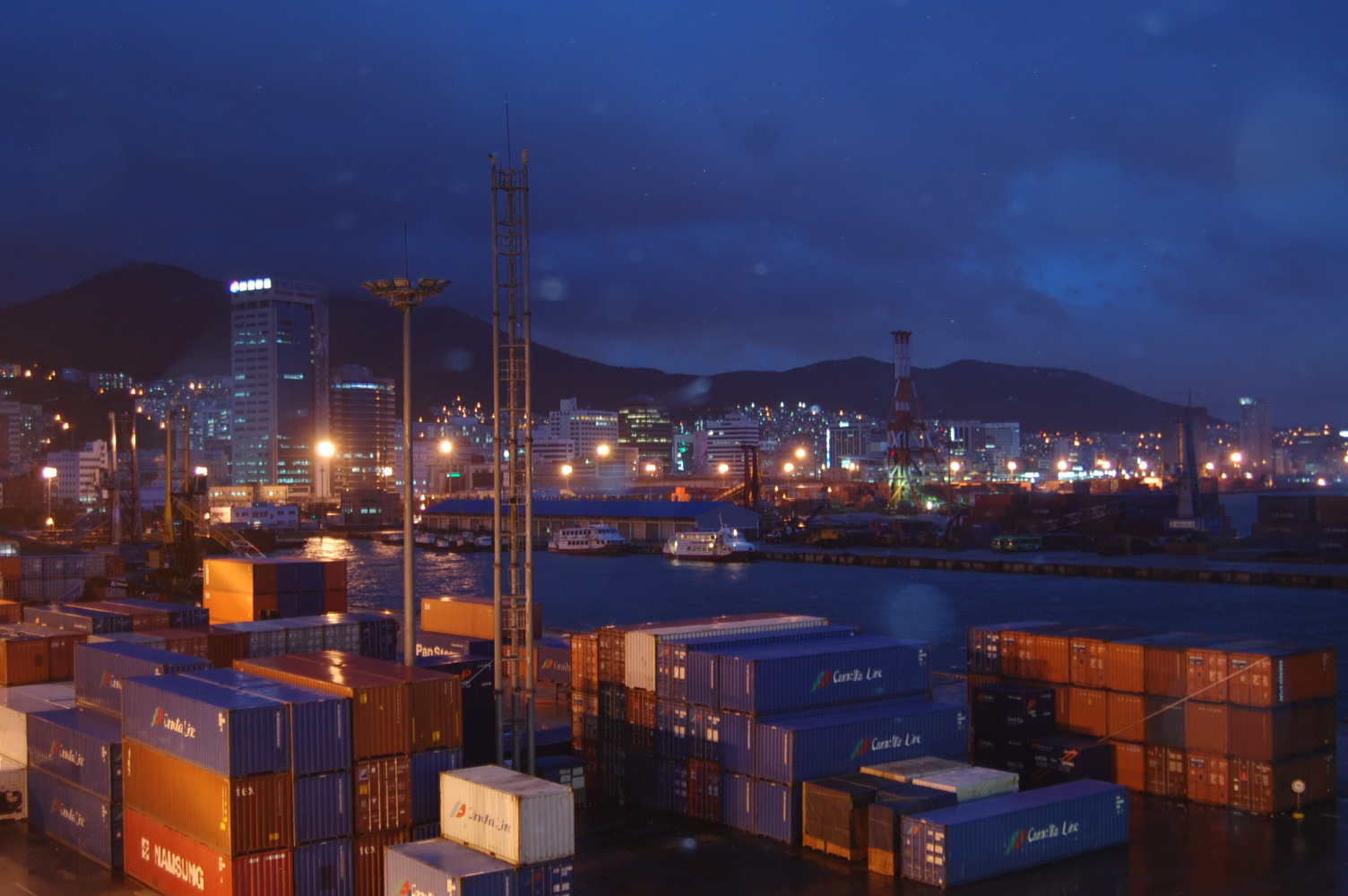
2007년 9월 부산항 야경 모습

항만(港灣, 영어: harbor, harbour, haven)은 바닷가가 굽어 들어가서 선박이 안전하게 머물 수 있고, 화물 및 사람이 선박으로부터 육지에 오르내리기에 편리한 곳. 또는 그렇게 만든 해역으로 대한민국 행정, 법률 용어로 쓰인다.

## 용어
대한민국 항만법에 항만은 선박의 출입, 사람의 승선·하선, 화물의 하역·보관 및 처리, 해양친수활동 등을 위한 시설과 화물의 조립·가공·포장·제조 등 부가가치 창출을 위한 시설이 갖추어진 곳으로 정의하고 있다.
또한 해양항만청 용어사전에 항만은 천연적으로 또는 인공을 가하여 선박을 안전하게 출입·정박·계류시키고 수륙교통의 연결에 관한 각종의 활동이 행하여지는 장소다. 해상수송 기지로서 해양을 육지와 연결시키는 운송시설의 역할을 담당하며, 해운과 내륙운송을 연결하는 공통접속영역으로서 물류·생산·생활·정보생산 및 국제교역 기능과 배후지 경제발전을 위한 기지로서의 역할을 수행하는 종합공간의 특징을 가진다.
1. 무역항은 국민경제와 공공의 이해(利害)에 밀접한 관계가 있고 주로 외항선이 입항·출항하는 항만
2. 연안항은 주로 국내항 간을 운항하는 선박이 입항·출항하는 항만

### 무역항 구분
수출입 화물량, 개발계획 및 지역균형발전 등에 따른 분류
1. 국가관리무역항: 국내외 육·해상운송망의 거점으로서 광역권의 배후화물을 처리하거나 주요 기간산업 지원 등으로 국가의 이해에 중대한 관계를 가지는 항만
2. 지방관리무역항: 지역별 육·해상운송망의 거점으로서 지역산업에 필요한 화물처리를 주목적으로 하는 항만

### 연안항 구분
지역의 여건 및 특성, 항만기능 등에 따른 세분
1. 국가관리연안항: 국가안보 또는 영해관리에 중요하거나 기상악화 등 유사시 선박의 대피를 주목적으로 하는 항만
2. 지방관리연안항: 지역산업에 필요한 화물의 처리, 여객의 수송 등 편익 도모, 관광 활성화 지원을 주목적으로 하는 항만

## 분류
- 용도에 따른 분류: 상항(商港, Commercial port), 공업항(工業港, Industrial port), 어항(漁港,Fishery port) 등
- 입지에 따른 분류: 연안항(沿岸港, Costal port), 하구항(河口港, Estuary port), 하천항(河川港, River port) 등

## 항구와 관계
항구는 배가 안전하게 드나들도록 바닷가에 부두 따위를 설비한 곳으로, 해양항만청 용어집에 따르면 항구는
1. 일반적으로 항을 항구로 표현할 때
2. 선박이 출입항하는 항의 입구로, 선박의 출입구. 출입 선박의 크기, 차폐해야 할 파도의 크기, 항구의 조류의 유속 등에 따라 그 폭과 수심이 결정된다.

영어로 보통 항만은 harbor, harbour, 항구는 port를 뜻하고, 여러개의 harbor가 모인 곳을 특별히 port라고도 하는데 서로 혼돈되어 쓰인다.

## 나라별 항만

### 대한민국
대한민국 항만은 2011년 기준으로 무역항 31개, 연안항 26개가 있으며, 관리구분으로 국가관리항은 14개, 지방관리항은 17개가 있다.

## 같이 보기
- 한국항만협회
- 부산항만공사
- 인천항만공사
- 항구
- 어항 (항구)
- 부두
- 도선사(maritime pilot)
- 예인정
  - 소형 예인정(Small Harbor Tug, YTL)
- 해양력이 역사에 미치는 영향